# Abbazia di Saint-Pierre de Senones
L'abbazia di Saint-Pierre de Senones è un'antica abbazia benedettina francese, sita a Senones, nella Lorena, dipartimento dei Vosgi. Requisita nel 1793 dalla rivoluzione francese come bene nazionale, oggi è solo più un grosso fabbricato adibito a magazzino e ad altre attività laiche. L'edificio è tuttavia stato dichiarato monumento storico di Francia nel 1983. L'abbazia di Senones aveva alle sue dipendenze il Priorato di Ménil a Lunéville.

## Storia

### Gl'inizi
L'installazione benedettina prese il posto di un monastero e soprattutto di una piccola chiesa dedicata da san Gondelberto, padre in un banno merovingio fondato alla Grande Fosse verso il 660. (Un banno, più che un territorio ben definito, è un'assemblea che legifera e gestisce interessi comuni, scegli gli amministratori politici e religiosi, esprimendo un voto per alzata di mano).
Un titolo regio di fondazione sta sul documento, copia di un atto originale del 661, che conferma l'attribuzione, da parte del re d'Austrasia Childerico II di un perimetro di territorio fiscale che congiunge i beni comuni del banno. Questo venne spesso suddiviso e nuovamente ricomposto. Solo una parte settentrionale di esso cadeva sotto l'autorità del vescovo di Metz.
Alcuni monaci s'installarono tra il 770 e l'800 su un luogo religioso preesistente od in prossimità di un santuario. Essi erano soprattutto amministratori, inviati dal vescovo di Metz e cappellano di Carlomagno, Angilramno. Egli aveva ricevuto in commendam il monastero di Senones e le terre del banno ad esso associate. Il monastero, da cui erano stati cacciati i precedenti monaci, era un piccolo Stato. Per contro il territorio era popolato e soggetto ad imposizione fiscale. Ma i beni raccolti arricchirono presto il vescovo commendatario, tuttavia pare che il monastero avesse accolto degli anziani benedettini di valore.

### Il periodo turbolento
L'istituzione rimase povera e modesta, ciò nonostante andò soggetta a fasi di declino a seguito dell'introduzione di usi peccaminosi e a di atti di brigantaggio da parte di giovani monaci nell'894. I monaci saccheggiatori ed indegni vennero cacciati e il monastero venne temporaneamente affidato ad alcuni canonici di Metz. L'abbandono della vita religiosa seguì nel periodo di carestia e di disordini conseguente alle incursioni e saccheggi da parte degli ungari nel 912 e nel 924.

### La rinascita
Una nuova istituzione che seguiva la regola benedettina rinacque nel 960.
Nel 955 in effetti il monaco di Gorze, Adalberto, era stato inviato all'abbazia di Moyenmoutier da Federico I di Lotaringia, duca di Bar e di Lotaringia, per far cessare le estorsioni dei monaci di Moyenmoutier. Dopo varie vicissitudini, il suo successore, l'abate Allmann, poté lanciare una vita spirituale ed intellettuale, potendo contare sulle solide entrate delle decime e su un'amministrazione giudiziosa ed efficiente. L'abbazia di Moyenmoutier divenne un modello che si prodigava per emulare la piccola abbazia di Senones.
L'abbazia s'arricchì ed i monaci dovettero chiedere la nomina di un giurista per proteggere i beni dell'abbazia. I cavalieri che erano al servizio del castellano di Langenstein si assunsero il compito di sorveglianza per conto del vescovo di Metz. Dopo Langenstein, il principato di Salm venne scelto per svolgere tale compito dal vescovo di Metz, Stefano di Bar.
Un paese cresceva intanto intorno all'abbazia: il paese di Senones. L'abate Antonio di Pavia intraprese una campagna di rinnovamento architettonico dell'abbazia all'inizio del XII secolo. Egli fece erigere la Rotonda, cappella circolare compresa nella chiesa abbaziale ed oggi non più presente.

### L'apogeo durante l'illuminismo
L'abbazia venne integralmente ricostruita nel XVIII secolo, prima sotto l'abate Agostino Calmet e poi sotto il suo successore. Gli edifici che oggi vediamo datano tutti da quel periodo, con le sole esclusioni di:
- il campanile della chiesa, unico elemento risalente ancora al XII secolo
- la chiesa, ricostruita su un lato del chiostro nel XIX secolo
- le case individuali a nord, che rimpiazzano il mulino ed un edificio rustico
Nel suo insieme quello dell'abbazia è un complesso di edifici ancora ben conservato e mantiene ancora la disposizione di chiostro benedettino. La biblioteca, privata dei libri e delle scaffalature nel 1793, gli appartamenti abbaziali e quelli di utilizzo hanno uno stile sobrio ed elegante ed un'estensione notevole, dimostrando la potenza dell'abbazia al suo apogeo. La famosa "gabbia" dello scalone monumentale, ornata da una rampa in ferro battuto da Jean Lamour, pone l'abbazia fra le più belle realizzazioni architettoniche del secolo dell'illuminismo.
La piccola città di Senones è divenuta capitale di principato dal 1751. Dom Calmet fu il suo abate più celebre. A lui si deve una parte della medesima, che ancor oggi desta ammirazione. Erudito quanto un uomo di Chiesa, egli ha raccolto più di 15000 opere nella biblioteca abbaziale ed è rimasta celebre la sua corrispondenza con Voltaire, ch'egli ricevette nel 1754.

### La secolarizzazione
Nel 1793, durante la rivoluzione, gli edifici dell'abbazia vennero requisiti come beni nazionali e venduti. Essi furono acquistati da alcuni industriali che v'installarono opifici tessili. A Fino al 1993 essi furono utilizzati dall'industria tessile. Oggi ospitano un magazzino, l'Ufficio del Turismo ed altre attività.

## Elenco degli abati
- 661-6?? : Gondelberto
- 6??-6?? : Magneramnus
- 6??-6?? : Aggeric
- 6??-6?? : Benoît
- 6??-7?? : Erlefrid I
- 7??-7?? : Boniciolus
- 7??-768: Stefano
- 768-785: Angilramno di Metz
- 785-7?? : Norgrand
- 7??-7?? : Théodrad
- 7??-7?? : Périn
- 7??-8?? : Nother
- 8??-826: Wipod
- 826-8?? : Ricbod
- 8??-8?? : Erlefrid II
- 8??-8?? : Tautdéric
- 8??-9?? : Adelhard
- 9??-930: Rangerus
- 930-950: Rembert
- 950-9?? : Erlefrid III
- 9??-9?? : Daubert
- 9??-1000: Anselme

- 1000-10?? : Suthard I
- 10??-1018: Suthard II
- 1018-1057: Erlin
- 1057-1087: Berchère
- 1087-1136: Antonio di Pavia
- 1136-1145: Gautier
- 1145-1160: Humbert
- 1160-1170: Bernard
- 1170-1200: Gérard
- 1200-1201: Thierry I de Noviant
- 1201-1204: Conon de Deneuvre
- 1204-1225: Henri I
- 1225-1239: Widric
- 1239-1270: Baudouin I
- 1270-1285: Simon
- 1285-1314: Baudouin II
- 1314-1327: Hartung
- 1327-1349: Bencelin
- 1349-1372: Renner
- 1372-1392: Pierre I de Varice
- 1392-1397: Nicolas I de Barlemont
- 1397-1418: Baudouin III

- 1418-1423: Thierry II de La Chambre
- 1423-1440: Valentin
- 1440-1461: Désiré de Borville
- 1461-1490: Henri II de Britton
- 1490-1492: Jean I Curati
- 1492-1506: Jean II de Borville
- 1506-1541: Thirion d'Antlupt
- 1541-1545: Jean III Durand
- 1545-1564: Claude I Padoux
- 1564-1588: Claude II de Raville
- 1588-1625: Jean IV de Lignière
- 1625-1634: cardinale Nicola II di Lorena
- 1634-1647: Charles I de Lorraine
- 1647-1661: Charles II Nicolas-Léopold-Sixte de Lorraine
- 1661-1684: Joachim Vivien
- 1684-1712: Pierre II Alliot
- 1712-1715: François de Lorraine
- 1715-1728: Matthieu Petitdidier
- 1728-1757: Augustin I Antoine Calmet
- 1757-1784: Augustin II Fangé
- 1784-1791: Jean-François Lombard

Fonte: Gallia Christiana